# Sebe
Uma sebe ou cerca-viva é uma linha de árvores e arbustos, plantados e treinados para formar uma barreira ou marcar a delimitação de uma área, por exemplo, entre propriedades vizinhas onde crescem. Cercas-vivas já foram utilizadas para separar uma estrada de campos adjacentes ou um campo de outro. Quando cortada e mantida, as cercas são também uma forma simples de topiaria.

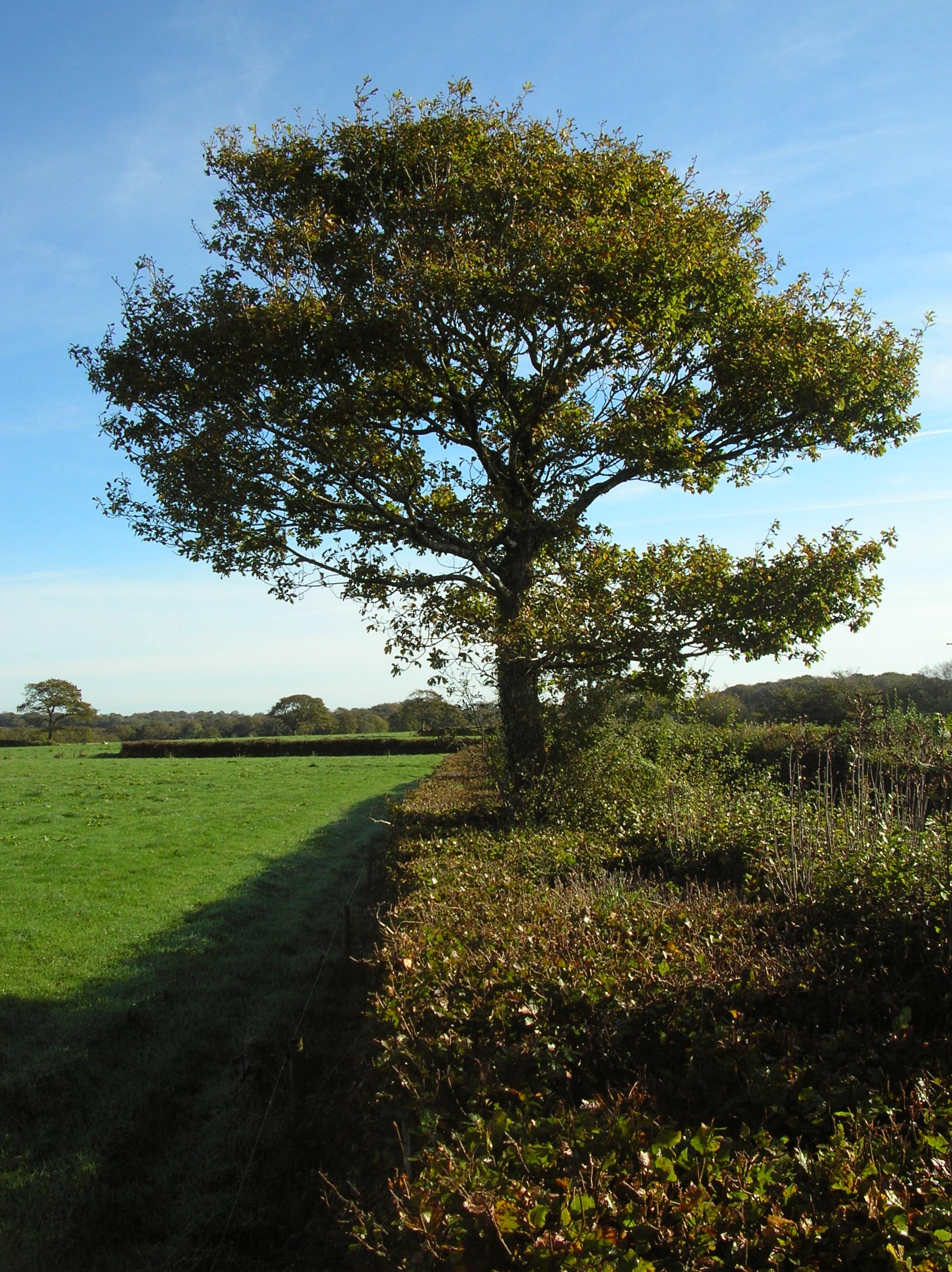
Sebes de carvalho e faia são comuns na Grã-Bretanha

## A importância das sebes
Sebes são reconhecidas como parte de um patrimônio cultural e histórico e por seu grande valor para a vida selvagem e a paisagem. Cada vez mais, são valorizadas também pelo papel importante que desempenham na prevenção da perda de solo e na redução da poluição, e por seu potencial para regular o abastecimento de água e reduzir as inundações.
Historicamente, as sebes foram utilizadas como fonte de lenha, e para fornecer abrigo para as plantações, animais e pessoas contra o vento, a chuva e o sol. Hoje, as sebes maduras são mais utilizadas para rastrear movimentos indesejados.

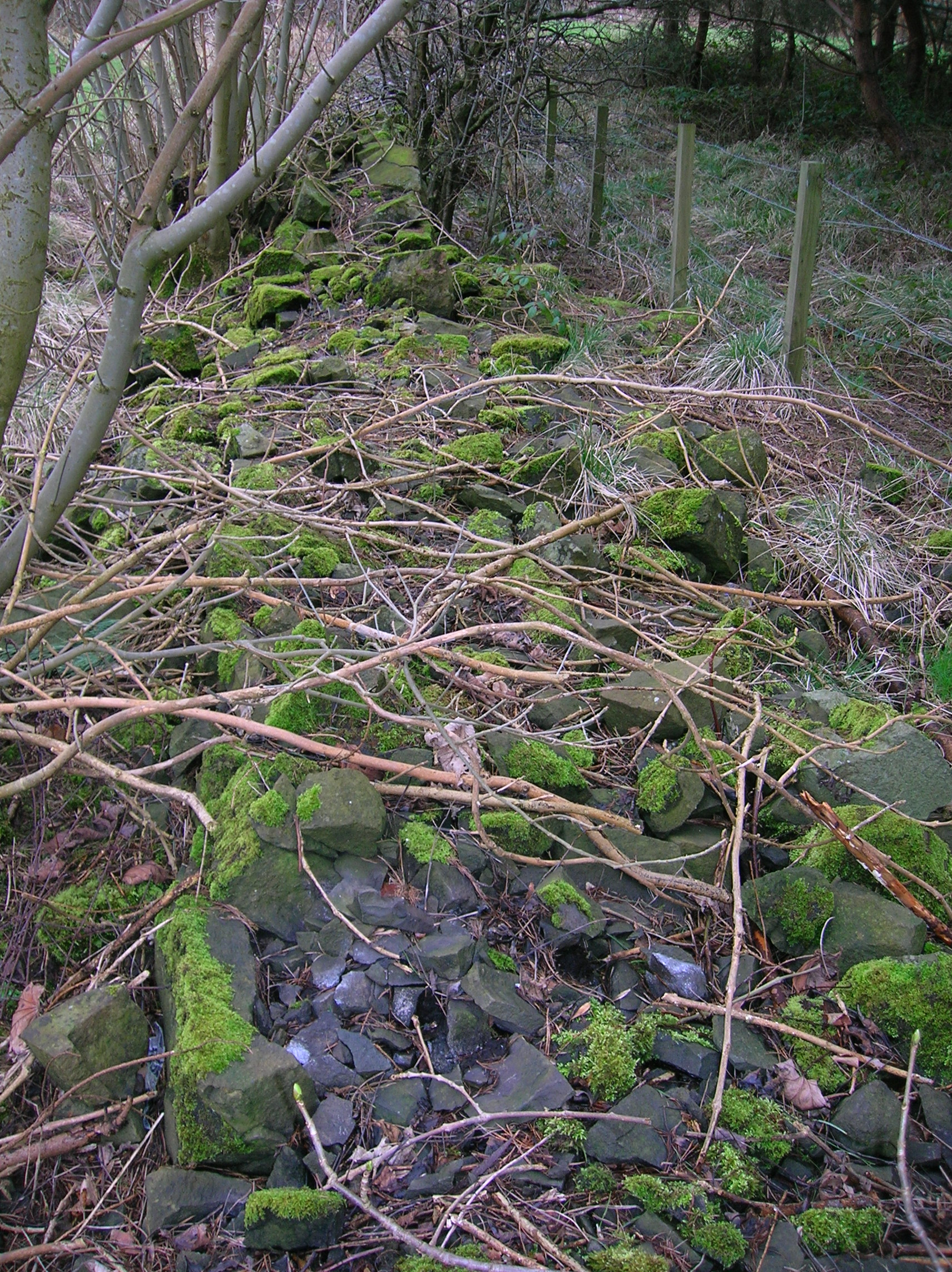
Um típico dique de marcha escocês antigo, mas sem as árvores em volta.

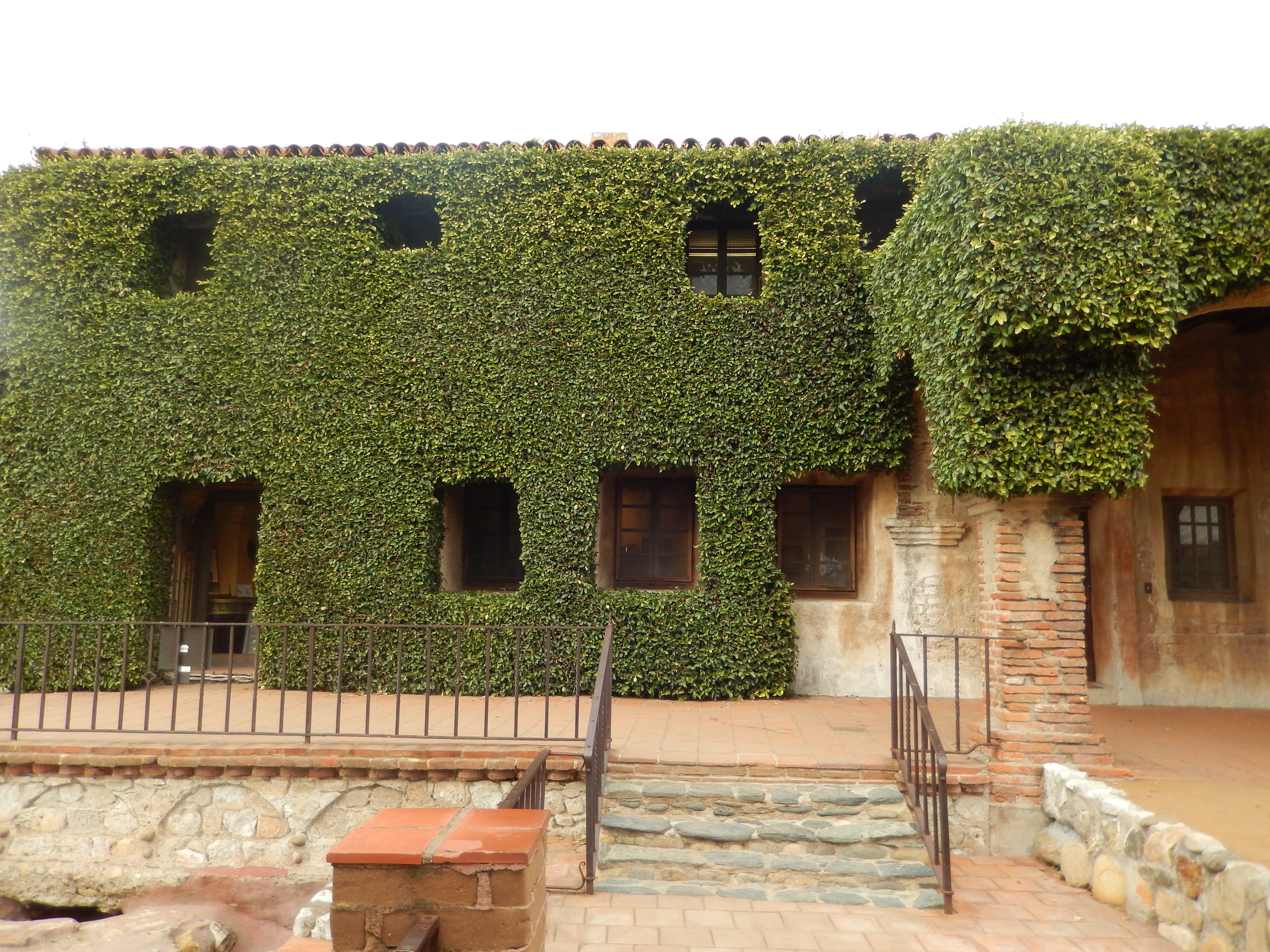
Uma sebe desbastada em Mision San Juan Capistrano, na Califórnia.

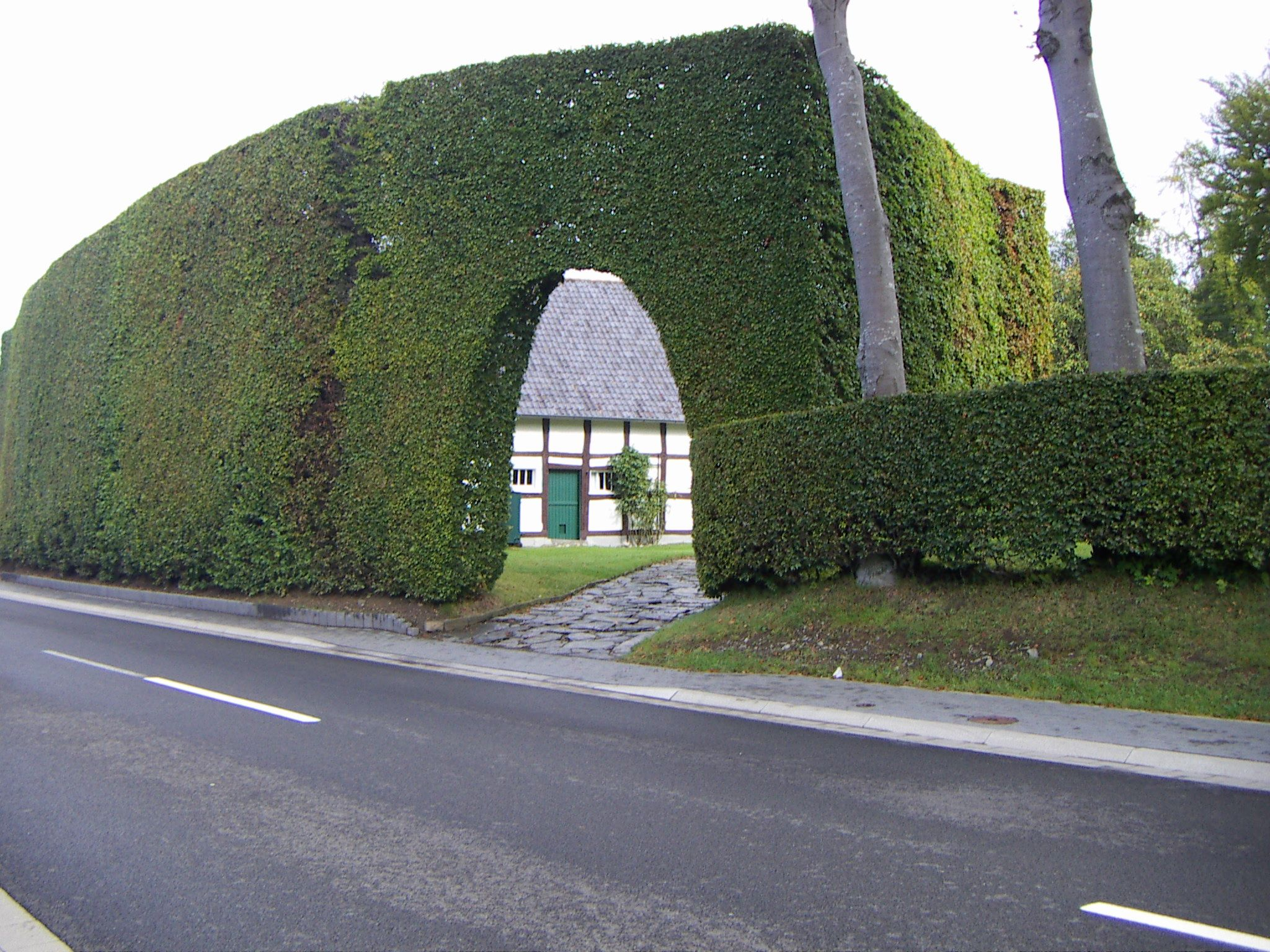
Uma sebe de faia cortada, na Alemanha, que se permitiu crescer tão alto como uma casa, a fim de servir como um quebra-vento.

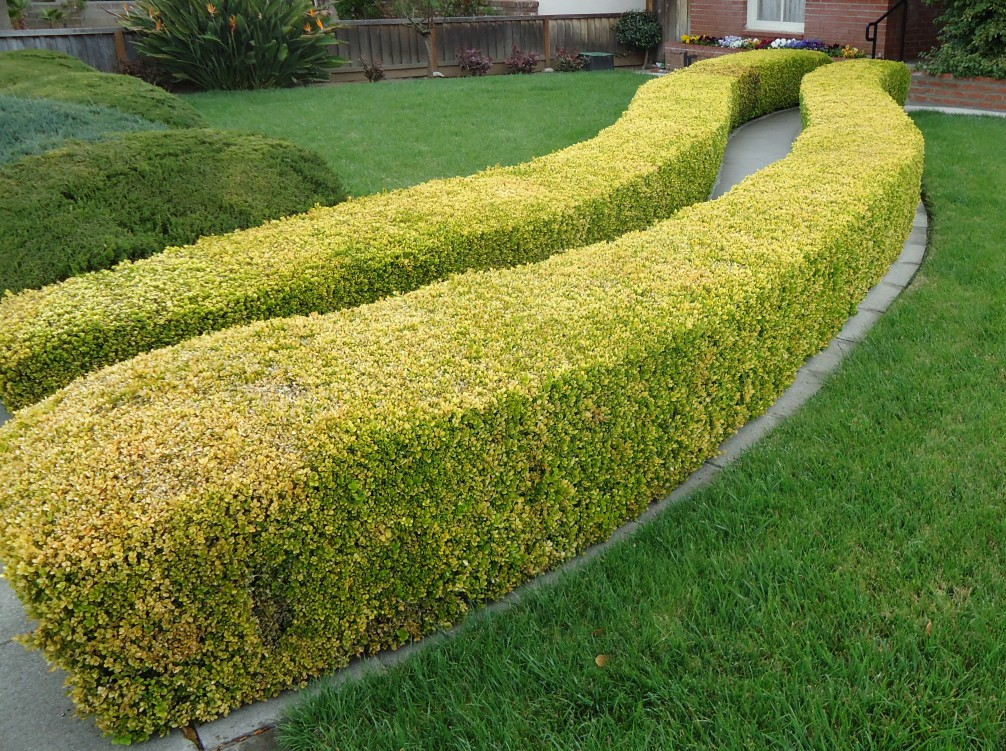
Sebe desbastada num gramado na Califórnia.

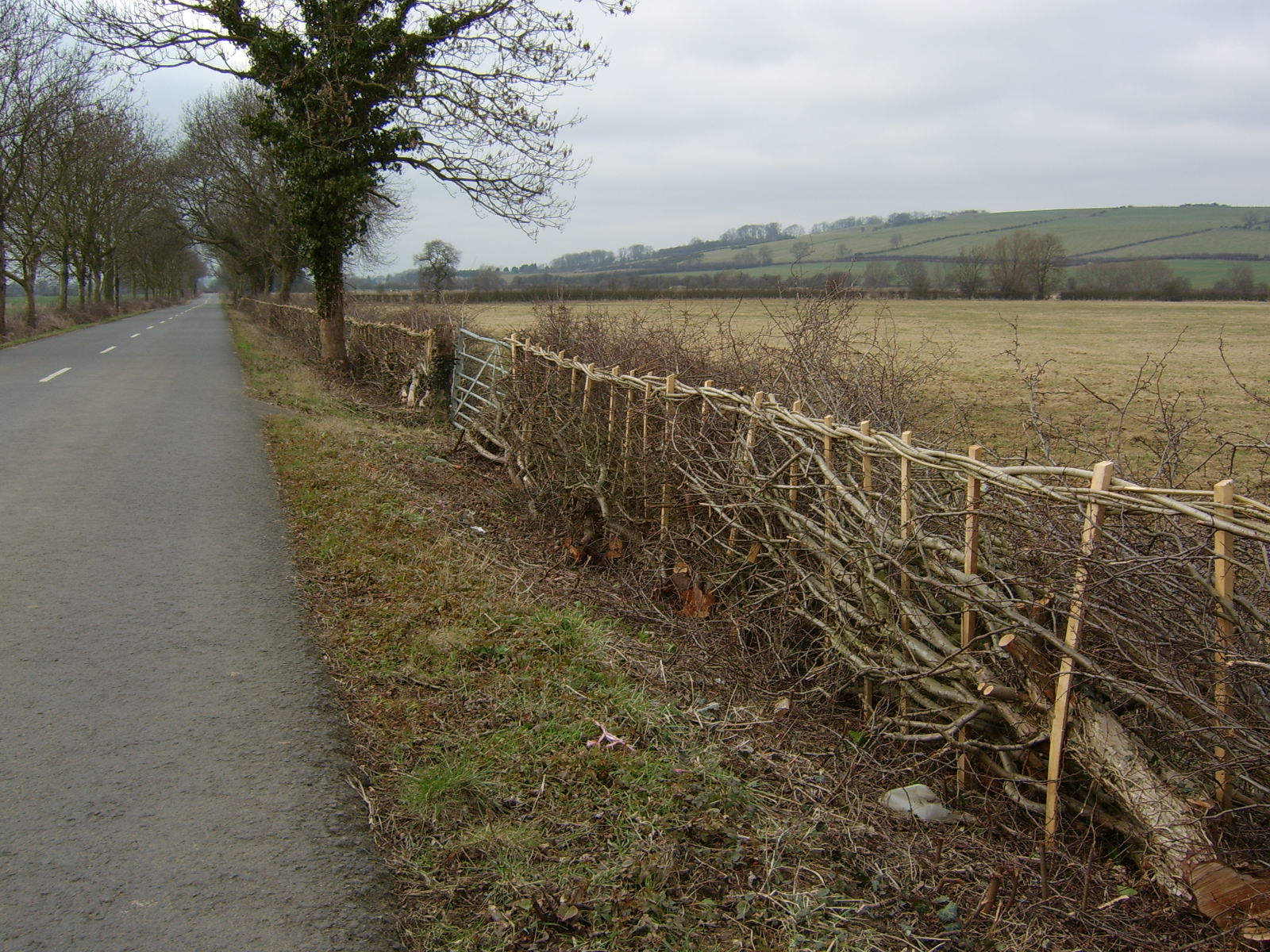
Um trecho de uma sebe tradicional recém-colocada. Próximo a Middleton, Northamptonshire.

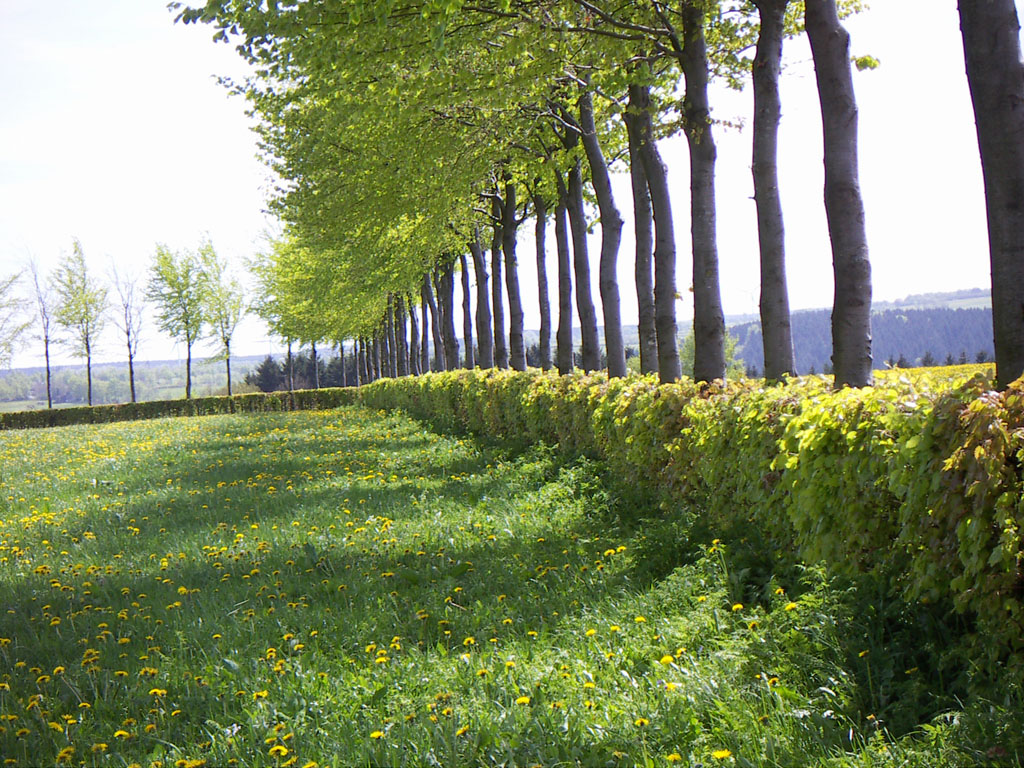
Uma típica faia-europeia cortada como uma cerca-viva em Eifel, Alemanha.

### Artigos de notícias
Houve alguns artigos na mídia sobre o uso de sebes instantâneas:
- Bunny Guinness, The Telegraph
- Alan Titchmarsh, Daily Express
- Gareth James, Huffington Post
- Jo Morrison, The Telegraph